# Monoenergismo
Il Monoenergismo è una eresia cristologica che sostiene l'esistenza di una sola forma di attività in Cristo, l'energia divina; i cattolici e gli ortodossi invece sostengono l'esistenza di una duplice forma di energia, umana e divina.
La teoria monoenergetica fu una formula di compromesso proposta nel 633 dai patriarchi di Alessandria d'Egitto e di Costantinopoli, Ciro e Sergio I, per riconciliare cristiani ortodossi e cristiani monofisiti, divisi sulla concezione della natura di Cristo, con le proposizioni dei concili di Calcedonia del 451 e di Costantinopoli del 553.
La teoria monoenergetica fu caldeggiata dall'imperatore Eraclio I con l'intenzione di ricomporre la frattura fra la chiesa ortodossa e la chiesa orientale, di Antiochia e di Alessandria soprattutto, in un periodo in cui le attenzioni di Costantinopoli erano dirette verso Oriente, a seguito della guerra vittoriosa contro i Persiani.
Successivamente, dopo le conquiste arabe e la consapevolezza che sarebbe stato impossibile tornare in possesso dei territori orientali, il monoenergismo e il monotelismo furono dichiarati eretici. Il monoenergismo fu condannato come eretico nel III Concilio di Costantinopoli del 681.